# James Martinez
Pour les articles homonymes, voir James Martinez (acteur) et Martinez.
James Martinez est un lutteur américain spécialiste de la lutte gréco-romaine né le 14 novembre 1958.

## Biographie
James Martinez participe aux Jeux olympiques d'été de 1984 à Los Angeles dans la catégorie des poids légers et remporte la médaille de bronze.